# シルヴィオ・マヌエル・ペレイラ
シルヴィオ・マヌエル・デ・アゼヴェード・フェレイラ・サ・ペレイラ（Sílvio Manuel de Azevedo Ferreira Sá Pereira, 1987年9月28日 - ）は、ポルトガル・リスボン出身の元サッカー選手。現役時代のポジションはDF。

## 経歴
2006年からアトレチコ・カーセンに所属してからポルトガルの4クラブを渡り歩き、2011年にスペインのアトレティコ・マドリードへ移籍した。

## タイトル
アトレティコ・マドリード
- スーペルコパ・デ・エスパーニャ 2014
- UEFAヨーロッパリーグ 2011-12
- UEFAスーパーカップ 2012

SLベンフィカ
- プリメイラ・リーガ 2013-14, 2014-15, 2015-16
- タッサ・ダ・リーガ 2013-14, 2014-15, 2015-16
- タッサ・デ・ポルトガル 2013-14